# 月桂酸镁
月桂酸镁是一种化合物，化学式为Mg(C12H23O2)2，它是具有微弱脂肪气味的白色固体，它难溶于水，易溶于乙醇。
它可由月桂酸钠和氯化镁在水中反应得到：
2 C12H23O2Na + MgCl2 → Mg(C12H23O2)2↓ + 2 NaCl